# FC Temp Shepetivka
El FC Temp Shepetivka fue un equipo de fútbol de Ucrania que alguna vez jugó en la Liga Premier de Ucrania, la primera división de fútbol en el país.

## Historia
Fue fundado en el año 1990 en la ciudad de Shepetivka y en su primera temporada de existencia ganó la Copa de Ucrania, en la última edición como parte de la Unión Soviética.
En 1992 se convirtió en uno de los equipos fundadores de la Liga Premier de Ucrania como país independiente, aunque en esa temporada terminaron en último lugar del grupo A y descendió a la Persha Liha.
En la temporada 1992/93 termina en segundo lugar de la Persha Liha y regresa a la Liga Premier de Ucrania para la temporada 1993/94, donde pasa dos temporadas y regresa a la Persha Liha tras quedar en el lugar 17 entre 18 equipos.
En la temporada 1995/56 el club termina en el lugar 21 y desciende e la Druha Liha, pero el club es disuelto al finalizar la temporada debido al fracaso deportivo.

## Palmarés
- Copa Soviética de Ucrania: 1

1991

## Temporadas

### Unión Soviética
| Temporada | División | Pos. | J  | G  | E  | P  | GF | GC | Pts | Copa    |
| --------- | -------- | ---- | -- | -- | -- | -- | -- | -- | --- | ------- |
| 1991      | 3        | 9    | 50 | 19 | 15 | 16 | 64 | 53 | 53  | Campeón |

### UcraniaUcrania
| Temporada | División | Pos. | J  | G  | E | P  | GF | GC  | Pts. | Copa |
| --------- | -------- | ---- | -- | -- | - | -- | -- | --- | ---- | ---- |
| 1992      | 1        | 10   | 18 | 2  | 4 | 12 | 9  | 34  | 8    | 1/32 |
| 1992–93   | 2        | 2    | 42 | 25 | 8 | 9  | 68 | 48  | 58   | 1/8  |
| 1993–94   | 1        | 9    | 34 | 12 | 8 | 14 | 39 | 38  | 32   | 1/8  |
| 1994–95   | 1        | 17   | 34 | 10 | 4 | 20 | 31 | 41  | 34   | 1/4  |
| 1995–96   | 2        | 21   | 42 | 6  | 2 | 34 | 14 | 103 | 20   |      |